# Buttes
Buttes (toponimo francese) è una frazione di 601 abitanti del comune svizzero di Val-de-Travers (Canton Neuchâtel).

## Geografia fisica
Buttes si trova nella valle Val-de-Travers formata dal fiume Areuse, a nord del lago di Neuchâtel, lungo il suo affluente Les Buttes.

## Storia
Già comune autonomo che si estendeva per 18,19 km², in seguito all'esito favorevole del referendum del 17 giugno 2007 il 1º gennaio 2009 è stato aggregato agli altri comuni soppressi di Boveresse, Couvet, Fleurier, Les Bayards, Môtiers, Noiraigue, Saint-Sulpice e Travers per formare il nuovo comune di Val-de-Travers.

## Monumenti e luoghi d'interesse
- Chiesa riformata (già cappella di San Maurizio), eretta nel 1705[1].

## Società

### Evoluzione demografica
L'evoluzione demografica è riportata nella seguente tabella:
Abitanti censiti

## Infrastrutture e trasporti

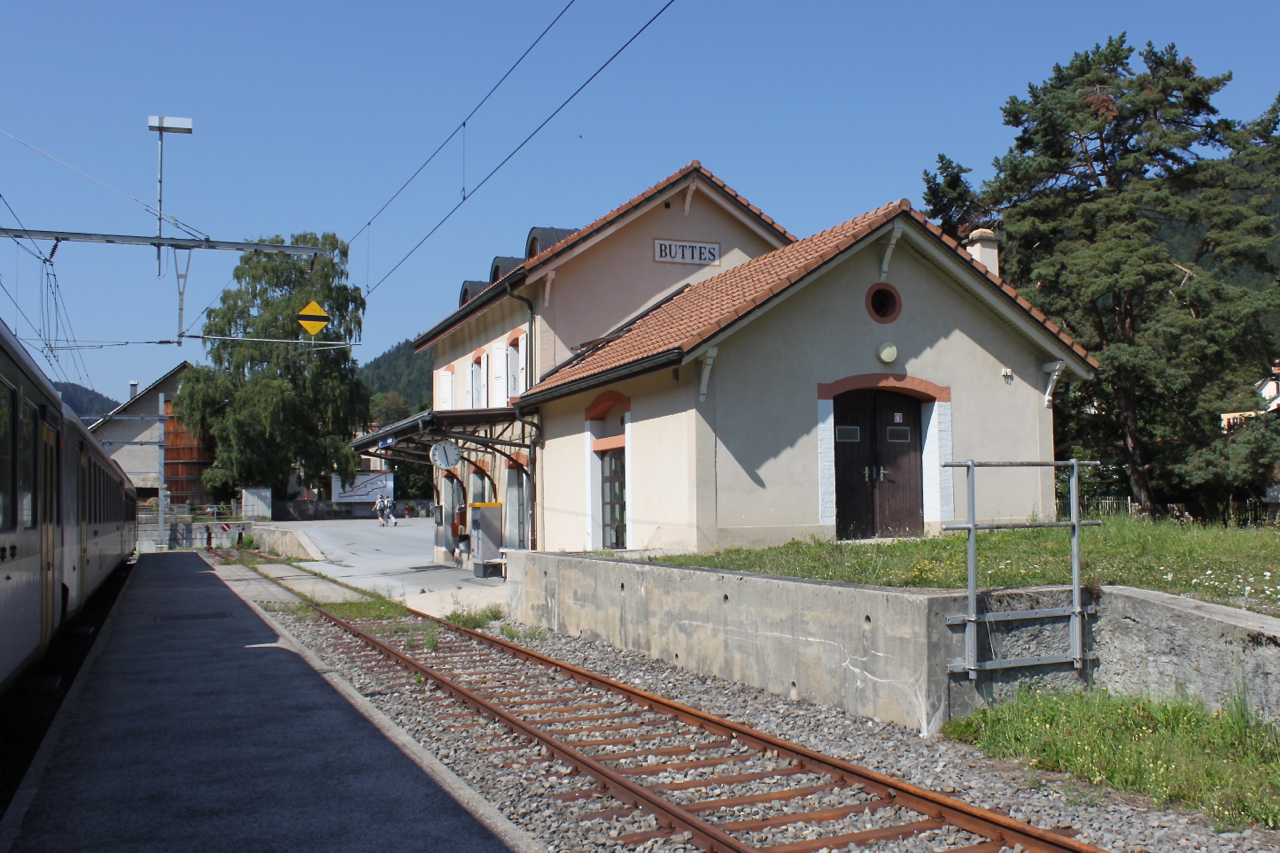
La stazione di Buttes

Buttes è servito dall'omonima stazione, capolinea della ferrovia Travers-Fleurier-Buttes.